# Actia americana
Actia americana är en tvåvingeart som först beskrevs av Townsend 1892.  Actia americana ingår i släktet Actia och familjen parasitflugor. Inga underarter finns listade i Catalogue of Life.